# Paulina Vega
Paulina Vega Dieppa, née le 15 janvier 1993 à Barranquilla (Colombie), est un mannequin colombien. Elle est élue Miss Colombie 2013 le 11 novembre 2013 ainsi que Miss Univers 2014 le 25 janvier 2015, à Miami.

## Biographie
Elle naît le 15 janvier 1993 à Barranquilla. Lorsqu'elle est une petite fille, elle va à l'école Karl. C Parrish et au lycée allemand de Barranquilla. Elle finit ses études scolaires au lycée allemand de Bogotá, Colegio Andino Deutsche Schule. Elle parle espagnol, anglais, allemand et un petit peu français. De nos jours, elle étudie le business management à l'université Javeriana de Bogotá (Pontificia Universidad Javeriana).

## Miss Colombie 2013
Elle est  élue Miss Colombie 2013 le 11 novembre 2013, à Carthagène des Indes en tant que représentante de l'Atlántico.

## Miss Univers 2014
Le 25 janvier 2015, Paulina Vega remporte la  63e élection de Miss Univers qui s'est déroulée à Doral, aux États-Unis. C'est la première Miss Universe à être couronnée avec la nouvelle couronne créée par Diamonds International Corporation. La DIC Crown sera la couronne de Miss Universe pendant 3 ans. La dernière récipiendaire de la couronne sera Iris Mittenaere, qui changera cette couronne pour la Diamond Nexus Crown pour en 2017 couronner son successeur avec la Mikimoto Crown. Elle devient la deuxième Colombienne à gagner ce concours, la première étant Luz Marina Zuluaga en 1958.
Durant son élection en tant que Miss Univers 2014, Paulina Vega a voyagé aux Bahamas, au Canada, au Chili, en Chine, au Kazakhstan, en Équateur (pays), en France, en Inde, en Indonésie, en Italie et plusieurs fois aux États-Unis .
C'est ensuite le 20 décembre 2015, au AXIS Theater de Las Vegas, aux États-Unis, que Paulina rendra sa couronne à Pia Wurtzbach, la nouvelle Miss Universe en titre.